# Emilie Exner
Emilie Exner, geb. von Winiwarter (* 7. März 1850 in Wien, Kaisertum Österreich; † 7. April 1909 in Lovran, Istrien, Österreich-Ungarn) war eine österreichische Schriftstellerin, Frauenrechtlerin und Künstlerin. Als Autorin veröffentlichte sie unter dem Pseudonym Felicie Ewart.

## Leben
Emilie Exner war die Tochter des Juristen Josef von Winiwarter (1809–1903). 1874 heiratete sie den Physiologen Sigmund Exner, aus der Ehe gingen der Chirurg Alfred von Exner-Ewarten und der Meteorologe Felix Maria von Exner-Ewarten hervor.
Exner war eine hochbegabte und vielseitig gebildete Frau. Sie erhielt eine gründliche unkonventionelle Ausbildung, die mit dem Lehrerinnenexamen abschloss. Erst mit 45 Jahren begann sie über Literarische Themen, Erziehungsfragen und die Probleme der Frau zu schreiben. Von 1901 bis 1906 war sie Präsidentin des Wiener Frauenerwerbsvereins, der die weibliche, schulische Fortbildung für das Erwerbsleben vermehrt durchsetzte und förderte. Auf ihre Initiative geht der Bau des Schul- und Vereinshauses IV zurück. Insgesamt stand sie radikaleren Forderungen der Frauenbewegung eher reserviert gegenüber; sie war mit der Dichterin Marie von Ebner-Eschenbach befreundet und arbeitete intensiv im Wiener Volksbildungsverein mit.
Sie wurde am Wiener Zentralfriedhof in einem ehrenhalber gewidmeten Grab bestattet.

## Schriften
- Die Emancipation in der Ehe. Briefe an einen Arzt. Voß, Hamburg [u. a.] 1895
- Jugendschatz. Deutsche Dichtungen gesammelt von Felicie Ewart. R. v. Waldheim, Wien
- Eine Mesalliance, 1896 – Ein Flüchtling, 1898 - 2 Novellen
- Goethes Vater. Eine Studie von Felicie Ewart. Mit einem Bildnis. Leopold Voß, Hamburg [u. a.] 1899; Nachdruck: Schutterwald/Baden 1999, ISBN 978-3-928640-56-5
- Weibliche Pharmaceuten. Vortrag gehalten im Vereine „Erwerbende Frauen“ am 7. März 1902. E. Kainz & R. Liebhart, Wien 1902
- Eine Abrechnung in der Frauenfrage. Leopold Voß, Hamburg 1906 (als Felicie Ewart)
- Der Brunnwinkl. Eine Familiengeschichte. E. Kainz vorm. J.B. Wallishausser, Wien 1906
- Zwei Frauenbildnisse. Zur Erinnerung. Chwala, Wien 1908 (als Felicie Ewart; über Josefine und Franziska Wertheimstein).